# Neolaphygma leucoplaga
Neolaphygma leucoplaga är en fjärilsart som beskrevs av George Francis Hampson 1909. Neolaphygma leucoplaga ingår i släktet Neolaphygma och familjen nattflyn. Inga underarter finns listade i Catalogue of Life.